# Mels Jeleussisow

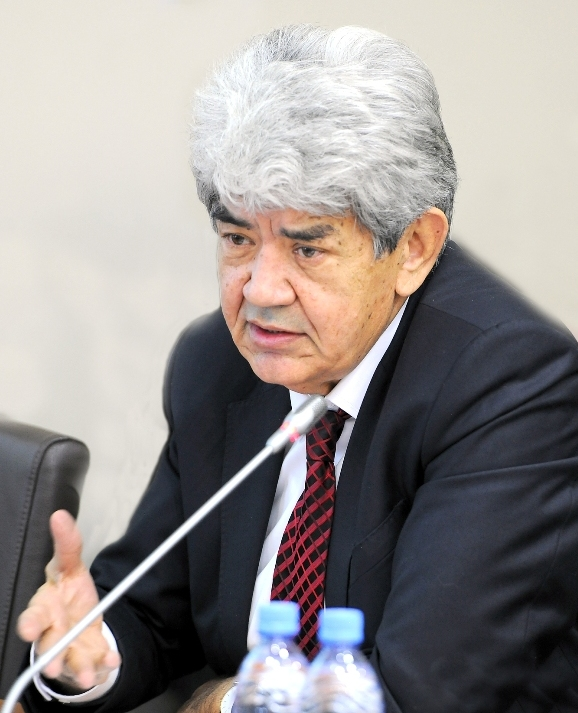
Mels Jeleussisow

Mels Jeleusisow (kasachisch Мэлс Елеусізов; * 20. März 1950 in Alma-Ata, Kasachische SSR) ist ein kasachischer Umweltschützer und Politiker. Er war einer von nur vier zu den kasachischen Präsidentschaftswahlen 2011 zugelassenen Kandidaten.

## Biographie
Im Jahr 1981 absolvierte Jeleusisow ein Studium der Rechtswissenschaften an der Staatlichen Kirow-Universität in Almaty (heute Kasachische Nationale Al-Farabi-Universität) ab. Zwischen 1982 und 1984 war er stellvertretender Generaldirektor der Produktionsvereinigung „Zerger“.
Seit Dezember 1989 ist Jeleusisow Vorsitzender der Ökologischen Union der Verbände und Unternehmen von Kasachstan. Seit 2015 hat er wiederholt von Plänen gesprochen, seine Öko-Gewerkschaft in eine politische Partei umzuwandeln. Doch die Versuche, eine Partei zu gründen, waren bisher erfolglos.
Jeleussisow kandidierte bei den Präsidentschaftswahlen in Kasachstan am 3. April 2011 für die Umwelt-Union „Tagibat“, der Grünen Partei Kasachstans. Er erreichte dabei 1,15 Prozent der Stimmen.
Die Schwerpunkte der politischen Tätigkeit von Jeleussisow liegen bei Fragen der Ökologie.